# مخزن سد لواکو
مخزن سد لواکو (استونیایی: Leevaku paisjärv) یک مخزن سد روی رود ووهاندو با ۴۶٫۸ هکتار مساحت در شهرستان پولوا، استونی است.

## نگارخانه

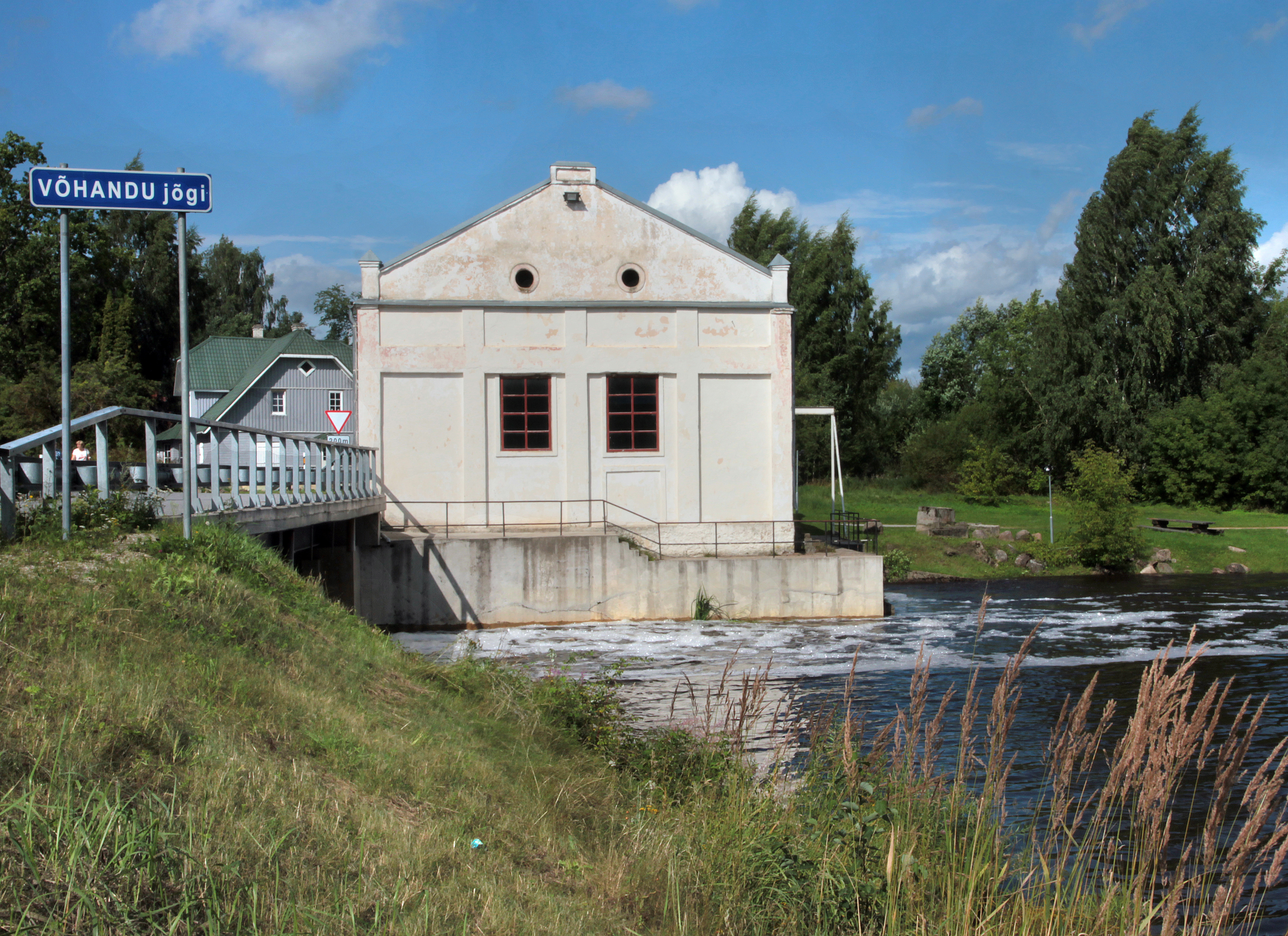
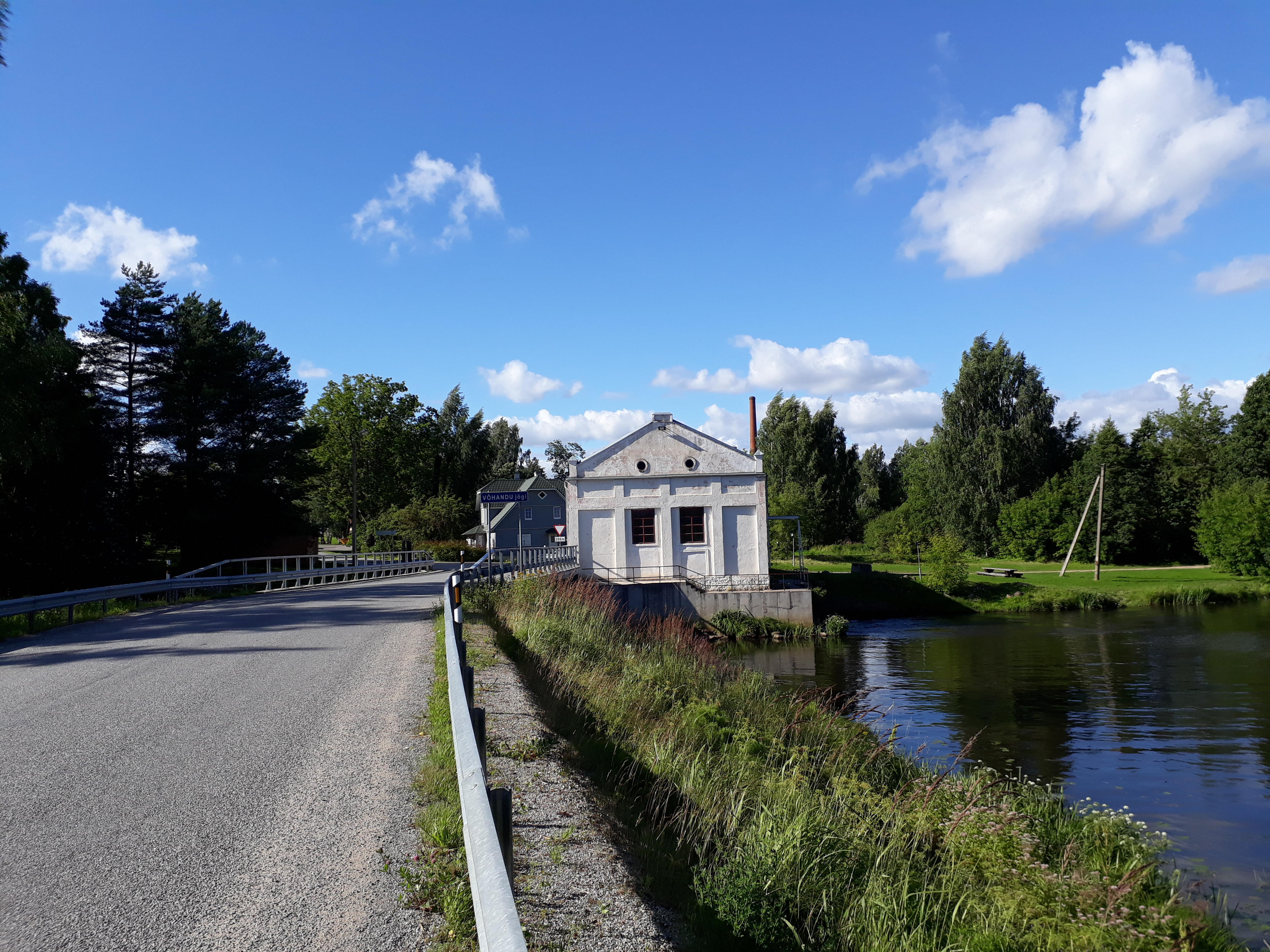